# Hrabstwo Winnebago (Wisconsin)
Hrabstwo Winnebago (ang. Winnebago County) – hrabstwo w stanie Wisconsin w Stanach Zjednoczonych.
Obszar całkowity hrabstwa obejmuje powierzchnię 578,70 mil² (1498,83 km²). Według szacunków United States Census Bureau w roku 2009 miało 163 370 mieszkańców. Jego siedzibą administracyjną jest Oshkosh.

## Miasta
- Appleton
- Algoma
- Black Wolf
- Clayton
- Menasha
- Neenah  – city
- Neenah  – town
- Nekimi
- Nepeuskun
- Omro – city
- Omro – town
- Oshkosh  – city
- Oshkosh  – town
- Poygan
- Rushford
- Utica
- Vinland
- Winchester
- Winneconne
- Wolf River

## Wioski
- Fox Crossing
- Winneconne

## CDP
- Butte des Morts
- Eureka
- Waukau
- Winchester